# Thầy trừ tà

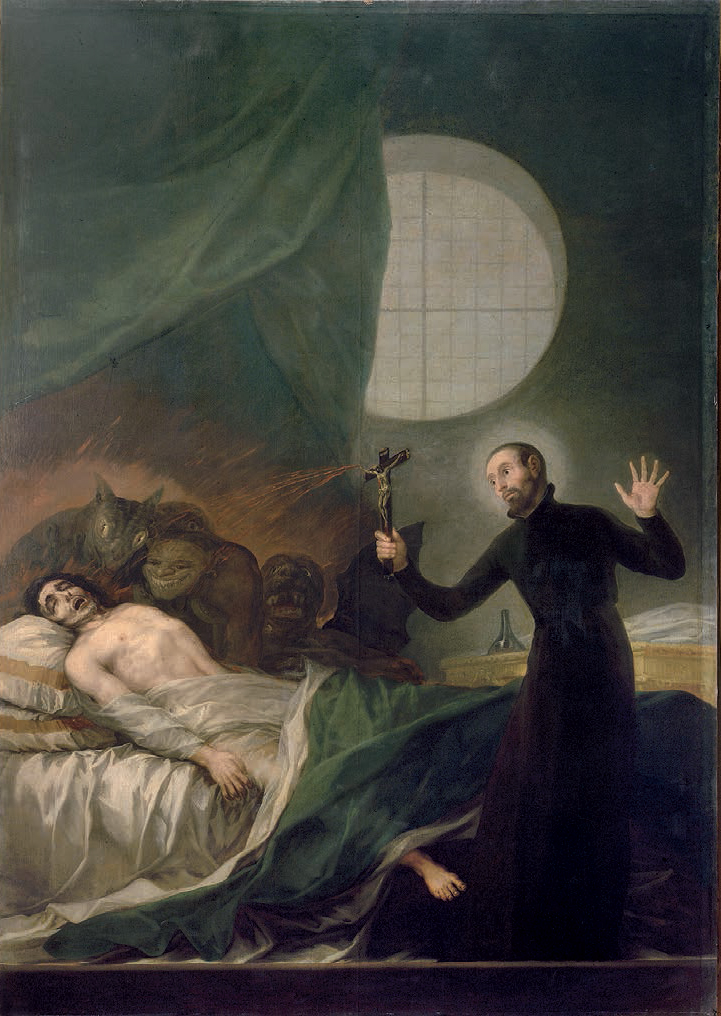
Họa phẩm về một tu sĩ Công giáo đang thực hiện nghi thức trừ tà, trục quỷ ám

Thầy trừ tà (từ tiếng Anh "exorcist" và tiếng Hi Lạp „εξορκιστής“), thầy trục vong hoặc thầy trừ quỷ trong đa số các nền văn hóa và các tôn giáo khác nhau là một người được cho là có thể trừ tà, xua đuổi, thanh trừng (rid) các hung thần (devil) hoặc ác quỷ (demon) được cho là đã nhập hồn thể xác một con người hoặc một tòa nhà hoặc thậm chí là một đối tượng.. Thầy là người được chuẩn bị hoặc hướng dẫn đặc biệt khác gồm:
- Priest: tu sĩ (monk), tư tế, linh mục, nữ tu.
- Shaman: pháp sư, thầy cúng
- Witch doctor: thầy mo
- Psychic: nhà ngoại cảm
- Geomancer: thầy địa lý, nhà địa chất
- Feng shui: thầy phong thủy

## Tôn giáo

### Công giáo
Trong bối cảnh Công giáo La Mã, thầy trừ quỷ có thể đề cập đến một giáo sĩ (cleric) đã được phong chức theo bốn chức thánh nhỏ (minor order) của trừ quỷ, hoặc một linh mục đã được ủy thác thực hiện nghi thức trừ tà long trọng (solemn exorcism).

#### Chức thánh nhỏ của thầy trừ quỷ
Từ ít nhất là vào thế kỷ thứ ba, Giáo hội Latinh đã chính thức phong chức đàn ông theo chức thánh nhỏ trừ quỷ. Văn bản trước đây được quy cho một Hội đồng Carthage thứ tư (398), hiện được xác định là một bộ sưu tập có tên Statuta Ec Churchiæ Antiqua, quy định trong giáo luật thứ bảy của nó nghi thức phong chức của một người trừ quỷ như vậy: giám mục là đưa cho anh ta cuốn sách có chứa các công thức trừ tà, nói, "Nhận, và cam kết với trí nhớ, và sở hữu sức mạnh của việc áp đặt lên các nguồn năng lượng, cho dù là rửa tội hay giáo lý".
Những người trừ quỷ này thường xuyên thực hiện các nghi lễ trên người lớn và trẻ sơ sinh chuẩn bị được rửa tội. Các tác giả như Eusebius (thế kỷ thứ 3) và Augustine (thế kỷ thứ 4) cung cấp chi tiết về những phép trừ quỷ nhỏ này: Eusebius đề cập đến việc áp đặt bàn tay và cầu nguyện. Augustine lưu ý rằng các nghi thức trừ tà bằng cách trừ tà (thở theo ứng cử viên) cũng được thực hiện cho lễ rửa tội trẻ sơ sinh.
Văn phòng của Exorcist không phải là một phần của bí tích Chức Thánh mà là một bí tích thay vào đó trước tiên được trao cho những người có đặc sủng đặc biệt để thực hiện nhiệm vụ của mình và sau đó cho những người nghiên cứu cho chức tư tế. Đến thế kỷ XX, chức thánh đã trở thành nghi lễ thuần túy. Như một chức thánh nhỏ, những người trừ quỷ mặc áo surplice.
Năm 1972, các chức thánh nhỏ đã được cải cách; Những người đàn ông chuẩn bị được phong chức tư tế Công giáo hoặc phó tế sẽ không còn nhận được chức thánh nhỏ của trừ tà; các chức thánh nhỏ của giám thị (lector) và thầy cầm nến (acolyte) đã được giữ lại, nhưng được thiết kế lại như các thánh chức (ministries). Nó đã bị bỏ ngỏ cho các giám mục Công giáo của các quốc gia riêng lẻ để kiến nghị Vatican thành lập một bộ trừ quỷ nếu nó có vẻ hữu ích trong quốc gia đó.